# Население Эфиопии
Общая численность населения Эфиопии — приблизительно 126 800 028 чел. (оценка на 2024 год, 11-е место в мире) (большинство проживают в сельской местности).
По прогнозам, к 2050 году население составит 190 млн человек, а к 2100 году население самой Эфиопии составит 250 млн человек, примерно к 2075 году уровень фертильности будет менее 2,1 на роженицу, что знаменует переход некоторых стран в Восточной Африке ко Второму типу воспроизводства населения, свойственному обычно постиндустриальным обществам.

## Демографическая характеристика
Страны южнее Сахары примерно на 100 лет отстают от Японии и на 50 лет от Индии по способу воспроизводства населения, что предполагает существенное замедление прироста населения в том числе и Эфиопии с Эритреей к 2075 году.
- Средняя плотность населения — порядка 70 чел. на 1 км²
- Темпы прироста населения 3,2 % (городского — 5,7 %, сельского — 2,7 %).
- Уровень детской смертности ещё недавно равнялся 200 человек на 1000 новорождённых.
- По прогнозным оценкам в 2017 году численность населения составила 100 млн чел.
- Средняя продолжительность жизни — 69 лет.
- Трудоспособное население — 50 %, из них 85 % заняты в сельском хозяйстве.
- Уровень грамотности взрослого населения 50%. В стране реально действуют 2 вуза (университет в Аддис-Абебе и Сельскохозяйственный институт в Алемайе, ещё три находятся в стадии становления — технический университет в Бахр-Даре и университеты в Авассе и Меккеле).
- Четверть миллиона детей, инфицированных СПИДом, живут в Эфиопии.

## Этнолингвистическая характеристика

### Языки
Официальный язык — амхарский (амхарик). Широко распространены сомалийский, арабский и английский, а также 70 языков и диалектов групп Афразийской семьи и Нило-Сахарской семьи.

### Этнический состав
Более 100 народностей и этнических групп. Наиболее крупные: оромо — 16,6 млн чел., амхара — 15,5 млн, тиграи — 3,25 млн, гураге — ок. 3 млн, сидамо, волайте, сомали и тигре — каждый более 1 млн, афары — ок. 600 тыс., кушитские этносы (кембатта, каффа, йем и др.) и нило-сахарские этносы (нуэр, ануак, кунама, берта и др.).

## Религии
| Религия в Эфиопии в 2016 году | Религия в Эфиопии в 2016 году | Религия в Эфиопии в 2016 году | Религия в Эфиопии в 2016 году | Религия в Эфиопии в 2016 году |
| ----------------------------- | ----------------------------- | ----------------------------- | ----------------------------- | ----------------------------- |
| Православие                   |                               |                               | 43.8 %                        |                               |
| Протестантизм                 |                               |                               | 22.8 %                        |                               |
| Другие христиане              |                               |                               | 0.7 %                         |                               |
| Ислам                         |                               |                               | 31.3 %                        |                               |
| Язычество                     |                               |                               | 0.6 %                         |                               |
| Другие и без религии          |                               |                               | 0.8 %                         |                               |
|                               |                               |                               |                               |                               |

В Эфиопии исповедуются различные религии. Большинство христиан живут в высокогорье, в то время как мусульмане в основном населяют низменности. Приверженцы традиционных верований в основном сосредоточены в южных регионах.
По данным Центрального статистического агентства Эфиопии (перепись 2007 года), национальный религиозный состав составляет из 43,5% православных христиан (нехалкидонская Эфиопская православная церковь), 18,6% протестантов, 0,7% католиков, 33,9% мусульман, 2,6% представителей традиционных верований и 0,6% других.

## Праздники
- 7 января — Рождество
- 19 января — Крещение (Timket)
- 2 марта — Помеба Адва (Adwa)
- 27 марта — Ид аль Адаха (Id al Adaha; Arafa)
- 9 апреля — Страстная пятница
- 11 апреля — Пасха
- 1 мая — День Солидарности Трудящихся
- 5 мая — День Патриотов
- 28 мая — День падения военного режима
- 25 июня — Мулюд (Мавлид — День рождения пророка Мухаммеда)
- 11 сентября — Новый год
- 27 сентября — Праздник Мескельского креста (Meskel)
- 17 октября — Ид Альфатер (Id Alfater)